# Cantone di Petit-Canal
Il cantone di Petit-Canal è una divisione amministrativa dell'arrondissement di Pointe-à-Pitre nel dipartimento d'oltremare francese di Guadalupa (che comprende alcune isole dell'arcipelago caraibico omonimo facente parte delle Piccole Antille).
A seguito della riforma approvata con decreto del 24 febbraio 2014, che ha avuto attuazione dopo le elezioni dipartimentali del 2015, è passato da 1 a 3 comuni.

## Composizione
Prima della riforma del 2014 comprendeva il solo comune di Petit-Canal.
Dal 2015 i comuni appartenenti al cantone sono i seguenti 3:
- Anse-Bertrand
- Petit-Canal
- Port-Louis